# Ecomoda
"Ecomoda" – ciąg dalszy kolumbijskiej telenoweli "Brzydula".

## Obsada
- Ana Maria Orozco – Beatriz Aurora 'Betty' Pinzón Solano
- Jorge Enrique Abello – Armando Mendoza
- Lorena Meritano – Gabriela Garza
- Geoffrey Deakin – Kenneth Johnson
- Mario Duarte – Nicolás Mora
- Julián Arango – Hugo Lombardi
- Luis Mesa – Daniel Valencia
- Ricardo Vélez – Mario Calderón
- Adriana Franco – Julia Solano Galindo de Pinzón
- Jorge Herrera – Hermes Pinzón Galarza
- Júlio César Herrera – Freddy Stewart Gonzalez
- Dora Cadavid – Inés 'Inesita' Peña de Gómez
- Stefanía Gómez – Aura María Fuentes
- Paula Peña – Sofía de Rodríguez
- Luces Velásquez – Bertha Muñoz de González
- Marcela Posada – Sandra Patiño "Żyrafa"
- María Eugenia Arboleda – Mariana Valdéz
- Martha Isabel Bolaños – Jenny García
- Alberto León Jaramillo – Saúl Gutiérrez
- Cristina Penagos – Doña Blanquita
- Patrick Delmas – Michell Duanell
- Celmira Luzardo – Catalina Angel
- David Ramírez – Wilson Camejo Mejía
- Saúl Santa – Efrain Rodríguez
- Laura Suárez – Natasha Gutiérrez
- Paola Turbay – Cameo
- Paula Daniela Yepes – Camila Mendoza Pinzón

## Streszczenie
Betty i Armando są 2 lata po ślubie, mają córkę. Mario Calderon – dawny przyjaciel Armanda poznaje Gabriele Garse i Kenneta Johna z "Fashion Group" – ogólnoświatowej firmy odzieżowej. Mają oni spotkać się z zarządem Ecomody na pokazie, zamiast zarządu na pokazie zjawia się goniec Ecomody Fredi z sekretarkami Aurą Marią, Bertą, Marianą, Sofią, Inesitą i z ochroniarzem Ecomody. Podają się oni za zarząd firmy i umawiają na spotkanie z "Fashion Group" następnego dnia. Kłamstwo wychodzi na jaw i mało brakowało, a zostaliby oni zwolnieni z pracy.